# Stary cmentarz żydowski w Giżycku
Stary cmentarz żydowski w Giżycku – kirkut mieści się przy ul. Warszawskiej. Data powstania nie jest znana. Został zniszczony podczas II wojny światowej i w okresie powojennym. Obecnie na jego miejscu znajduje się wieża ciśnień. Nie zachowała się żadna macewa.